# Pavel Sukosjan
Pavel Aleksejevič Sukosjan (rusko Павел Алексеевич Сукосян), ruski rokometaš, * 14. januar 1962.
Leta 2000 je na poletnih olimpijskih igrah v Sydneyju v sestavi ruske reprezentance osvojil zlato olimpijsko medaljo.